# ティエラ・デル・フエゴ州
ティエラ・デル・フエゴ州または正式名称ティエラ・デル・フエゴ、アンタルティダ・エ・イスラス・デル・アトランティコ・スール州（ティエラ・デル・フエゴしゅう、Provincia de Tierra del Fuego, Antártida e Islas del Atlántico Sur, 「フエゴ島、南極、および南大西洋諸島州」）はアルゼンチンの州である。アルゼンチン本土とはマゼラン海峡によって隔てられている。ティエラ・デル・フエゴの東側部分をその領域としている。また、実効支配は行っていないが、イギリスとの間で領有権争いがあるフォークランド諸島（マルビナス諸島）やサウスジョージア・サウスサンドウィッチ諸島、現在は領有権の主張を凍結しているアルゼンチン領南極もこのティエラ・デル・フエゴ州に含まれる。

## 歴史
アルゼンチンの州の中では一番新しく設立された州であるが、約12,000年前より人が住み始めていた。最初のヨーロッパ人たちが渡って来た時、先住民族は10,000人を数え、ヤマナ族、アルカルフ族、セルクナム族、マネケネク族など4部族がいた。ヨーロッパ人が渡来して50年後には、これら先住民族はヨーロッパ人によってもたらされた感染症である天然痘や麻疹、略奪行為によって350人にまで減っている。州都であるウシュアイアは、先住民の言葉で「湾に面して終わり」を意味している。この領域をヨーロッパ人が初めて見つけたのは、1520年のフェルディナンド・マゼランの航海時である。その後、スペイン、オランダ、イギリス、フランスの探検家たちがティエラ・デル・フエゴやその近海を探索した。
1828年、アルゼンチンは流刑地をフォークランド諸島のプエルタルイスに確立するが、1833年、イギリスは海軍を派遣し、島のアルゼンチン代表であるホセ・マリア・ピネド (José María Pinedo) とアルゼンチン軍に対し、島から立ち去るように要求している。1880年代、アルゼンチン政府はティエラ・デル・フエゴに対して活発な関心をとっている。1881年、西経68°36'38をチリとアルゼンチンの島での国境として明確にしている。1884年、ティエラ・デル・フエゴ政府を設立し、支庁をウシュアイアに設立した。南側のビーグル水道は両国間で領有権争いがあり、ピクトン島・レノックス島・ヌエバ島の3つの島は特に問題があったが、1977年にエリザベス2世の仲裁を受け入れ、チリ側の領土とされた。1979年にヨハネ・パウロ2世による仲裁に同意し、1985年5月には平和友好条約を批准した。
ティエラ・デル・フエゴでのゴールドラッシュは1883年ころに始まった。ダルマチア沿岸から多くのクロアチア人たちがやって来て金を探した。金売買のブームは電信の発達などや移民の流入を促進した。1910年になるとゴールドラッシュは資源の枯渇によって終焉したが、開拓者たちは留まった。何も無い北部の平原は理想的な牧羊地として改善され、広大な牧場が生じた。クロアチア人、スコットランド人、バスク人、ガリシア人、チリ人などの移民は自分たちの土地の牧場で働いている。

## 経済
ティエラ・デル・フエゴでは1970年代より政府補助金による地場産業と豊かな自然から利益を得ている。2006年にはおよそ、26億ドルの生産額があり、一人当たり25,700ドルの収入を得ている。アルゼンチンではブエノスアイレスに次ぐもので、アルゼンチン平均の3倍である。税制の恩恵により製造業は盛んで、主に家電や電気関連のメーカーが立地している。近年ではリオ・グランデに外国企業やアルゼンチン企業が多く立地している。特に韓国のサムスングループとアルゼンチンのテルトンは工場を設置し、HDテレビの製造を行っている。牧羊は農業収入の5%を占めるのみだが、ウール、マトンの原料としてアルゼンチン市場に広がっており成長している。原油や天然ガスも豊富に産出されティエラ・デル・フエゴの経済の20%を担っている。スキーなどのリゾートや滝や森、氷河などの豊かな自然による観光業も重要な産業の一つである。

## 隣接州
- サンタクルス州 (マゼラン海峡を挟む)
- マガジャネス・イ・デ・ラ・アンタルティカ・チレーナ州

## 下位行政区画
1. ウシュアイア・デパルタメント（英語版）
2. トルウイン・デパルタメント（英語版）
3. リオ・グランデ・デパルタメント（英語版）

実効支配が及ばない地域
- Departamento Islas del Atlántico Sur

ハッチ部分は実効支配が及ばない地域

- アルゼンチン領南極